# Рай, Бхарат Чандра
Бхарат Чандра Рай (бенг. ভারতচন্দ্র রায়) (1712—1760) — бенгальский поэт и композитор XVIII века.

## Биография
Бхарат Чандра, сын Нарендра Нараяна Рая из Педо-Буршута (ныне округ Хаора в Западной Бенгалии) был вынужден покинуть дом предков из-за имущественных споров и вступления в брак по своему желанию. Он бродил с места на место. Жил в ашраме (скиту) Рам Чандра Мунши в Дебанандапуре (ныне округ Хугли). Изучил языки санскрит, арабский, персидский, хинди; грамматику, драму, риторику, музыку, эзотерику; затем сам преподавал эти дисциплины. Был поэтом при дворе махараджи Надии Кришны Чандры Роя.

## Творчество
Бхарат Чандра Рай был истинным представителем переходного периода бенгальской музыки и литературы из средневековой в современную эпоху. Он хорошо разбирался в классической музыке, мастерство приобрёл, возможно, при дворе махараджи Кришны Чандры. Хотя он и принял жанр трёхчастных поэм-восхвалений монгол («песня блаженства»), в котором произведения традиционно посвящались богам и богиням, но попытался освободить бенгальскую поэзию, а также и музыкальную композицию из заточения и вдохновлённо прикоснуться к человеку. Многие песни его были частью длинных поэтических произведений, но могли исполняться и самостоятельно. Бхарат Чандра также может считаться первопроходцем в составлении композиций на любовные темы Радха-Кришны в музыкальной форме раги за пределами падавали киртан. В определённом смысле он является предшественником Рампрасада Сена и Нидху Бабу. Бхарат Чандра Рай был первым поэтом, сочинявшем на бенгальском языке и названным народным. Он придал новую благодать и красоту языку поэзии. Его произведения учили наизусть, пели на улицах, разыгрывали на их основе спектакли народной драмы.

### Оннода-монгол
По заказу махараджи Бхарат Чандра написал в 1752 году поэму «Оннода-монгол» («Песнь во славу Онноды») — не только величайшее его достижении, но и одно из лучших произведений бенгальской литературы: элегантность и лиричность языка сочетаются с блестящим использованием риторических приёмов. Оннода (буквально «дающая пищу») одно из имён богини Дурги, бенгальский вариант Парвати — жены Шивы; ей поклонялся и насаждал культ в своих владениях Кришна Чандра. Во время написания поэмы жизнь в Бенгалии была нестабильной: происходили частые военные конфликты, голод. Эти события нашли отражение в поэме. Несмотря на официальную цель «Оннода-монгол» — изображение величия богини, Бхарат Чандра изобразил в ней и реальных персонажей. За эту поэму он получил от махараджи прозвание Raigunakar в знак признания его поэтических достижений.
Первая часть поэмы повествует о женитьбе Шивы и Парвати; во второй и третьей частях рассказывается о походе на Бенгалию полководца Ман Сингха, посланного Аурангзебом на усмирение раджи Протопадито. В их борьбе решающую роль играет некий Бхобонандо Маджумдар (предок Кришны Чандры). Он же рассказывает Ман Сингху историю, которая занимает почти всю вторую (самую знаменитую) часть поэмы, о царевиче Видье (Бидде), в образе странника завоёвывающем царевну Сундару (Шундор). Бхарату Чандре принадлежит одна из интерпретаций этой старинной любовной истории, популярной в XVIII веке. Но, в отличие от других авторов он стремился избегать стереотипов. Так, любовь им показана не только в духе бхакти («преданности»), но подчёркнут и её плотский аспект, действие происходит в современном городе. Завершается поэма страстным гимном богине, спасшей влюблённых.

### Другие произведения
Другие его произведения: «Satyapirer Panchali» (1737—1738), «Rasamanjari» (1740—1743), «Nagastakam» (1745—1750), «Chandinatak», «Gangastakam», «Mangalkavya» и пр.

## Русские переводы
Первый российский индолог Герасим Лебедев перевёл на русский язык часть поэмы «Оннода-монгол», рассказывающую о Бидде и Шундор. Кроме того, он использовал стихи Бхарата Чандра Рая в своих театральных постановках в Калькутте. Лебедевский текст «Шлоке Мога Мудгаро. Стихи нравоучительные», ранее указывавшийся как перевод с Бхарата Чандра Рая, оказался древним гимном «Моха-мудгара» Шанкары.